# Udea ferrugalis
Udea ferrugalis — вид лускокрилих комах родини вогнівок-трав'янок (Crambidae).

## Поширення
Вид поширений в Європі, Африці, Малій Азії, Індії та Японії. Присутній у фауні України.

## Опис
Розмах крила 18-22 мм. Передні крила мають жовтий, коричневий або залізистий колір з нечіткими темно-коричневими або чорнуватими позначками по краю. Задні крила бурувато-сірі. Ноги білуваті. Гусениці завдовжки 10–15 міліметрів, зеленуваті з жовтуватою головкою.

## Спосіб життя
Молі літають протягом року, але переважно восени, залежно від місцезнаходження. Личинки живляться різними трав'янистими рослинами, такими як Stachys, Arctium, Lycopus, Mentha, Eupatorium cannabinum і Fragaria vesca.